# Liste des albums musicaux numéro un au Billboard 200 en 1967

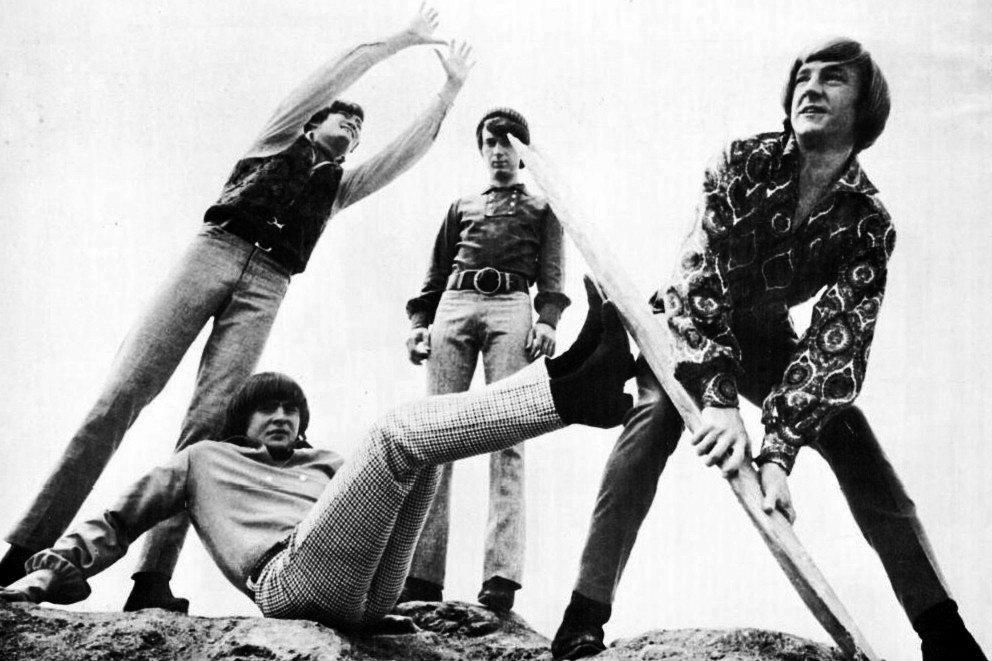
The Monkees en mai 1967.

Cette page liste les albums musicaux ayant eu le plus de succès au cours de l'année 1967 aux États-Unis d'après le magazine Billboard.

## Historique
| Date         | Artiste(s)                        | Titre                                      | Référence |
| ------------ | --------------------------------- | ------------------------------------------ | --------- |
| 7 janvier    | The Monkees                       | The Monkees                                |           |
| 14 janvier   | The Monkees                       | The Monkees                                |           |
| 21 janvier   | The Monkees                       | The Monkees                                |           |
| 28 janvier   | The Monkees                       | The Monkees                                |           |
| 4 février    | The Monkees                       | The Monkees                                |           |
| 11 février   | The Monkees                       | More of the Monkees                        |           |
| 18 février   | The Monkees                       | More of the Monkees                        |           |
| 25 février   | The Monkees                       | More of the Monkees                        |           |
| 4 mars       | The Monkees                       | More of the Monkees                        |           |
| 11 mars      | The Monkees                       | More of the Monkees                        |           |
| 18 mars      | The Monkees                       | More of the Monkees                        |           |
| 25 mars      | The Monkees                       | More of the Monkees                        |           |
| 1er avril    | The Monkees                       | More of the Monkees                        |           |
| 8 avril      | The Monkees                       | More of the Monkees                        |           |
| 15 avril     | The Monkees                       | More of the Monkees                        |           |
| 22 avril     | The Monkees                       | More of the Monkees                        |           |
| 29 avril     | The Monkees                       | More of the Monkees                        |           |
| 6 mai        | The Monkees                       | More of the Monkees                        |           |
| 13 mai       | The Monkees                       | More of the Monkees                        |           |
| 20 mai       | The Monkees                       | More of the Monkees                        |           |
| 27 mai       | The Monkees                       | More of the Monkees                        |           |
| 3 juin       | The Monkees                       | More of the Monkees                        |           |
| 10 juin      | The Monkees                       | More of the Monkees                        |           |
| 17 juin      | Herb Alpert and the Tijuana Brass | Sounds Like...                             |           |
| 24 juin      | The Monkees                       | Headquarters                               |           |
| 1er juillet  | The Beatles                       | Sgt. Pepper's Lonely Hearts Club Band      |           |
| 8 juillet    | The Beatles                       | Sgt. Pepper's Lonely Hearts Club Band      |           |
| 15 juillet   | The Beatles                       | Sgt. Pepper's Lonely Hearts Club Band      |           |
| 22 juillet   | The Beatles                       | Sgt. Pepper's Lonely Hearts Club Band      |           |
| 29 juillet   | The Beatles                       | Sgt. Pepper's Lonely Hearts Club Band      |           |
| 5 août       | The Beatles                       | Sgt. Pepper's Lonely Hearts Club Band      |           |
| 12 août      | The Beatles                       | Sgt. Pepper's Lonely Hearts Club Band      |           |
| 19 août      | The Beatles                       | Sgt. Pepper's Lonely Hearts Club Band      |           |
| 26 août      | The Beatles                       | Sgt. Pepper's Lonely Hearts Club Band      |           |
| 2 septembre  | The Beatles                       | Sgt. Pepper's Lonely Hearts Club Band      |           |
| 9 septembre  | The Beatles                       | Sgt. Pepper's Lonely Hearts Club Band      |           |
| 16 septembre | The Beatles                       | Sgt. Pepper's Lonely Hearts Club Band      |           |
| 23 septembre | The Beatles                       | Sgt. Pepper's Lonely Hearts Club Band      |           |
| 30 septembre | The Beatles                       | Sgt. Pepper's Lonely Hearts Club Band      |           |
| 7 octobre    | The Beatles                       | Sgt. Pepper's Lonely Hearts Club Band      |           |
| 14 octobre   | Bobbie Gentry                     | Ode to Billie Joe                          |           |
| 21 octobre   | Bobbie Gentry                     | Ode to Billie Joe                          |           |
| 28 octobre   | The Supremes                      | Diana Ross & the Supremes: Greatest Hits   |           |
| 4 novembre   | The Supremes                      | Diana Ross & the Supremes: Greatest Hits   |           |
| 11 novembre  | The Supremes                      | Diana Ross & the Supremes: Greatest Hits   |           |
| 18 novembre  | The Supremes                      | Diana Ross & the Supremes: Greatest Hits   |           |
| 25 novembre  | The Supremes                      | Diana Ross & the Supremes: Greatest Hits   |           |
| 2 décembre   | The Monkees                       | Pisces, Aquarius, Capricorn and Jones Ltd. |           |
| 9 décembre   | The Monkees                       | Pisces, Aquarius, Capricorn and Jones Ltd. |           |
| 16 décembre  | The Monkees                       | Pisces, Aquarius, Capricorn and Jones Ltd. |           |
| 23 décembre  | The Monkees                       | Pisces, Aquarius, Capricorn and Jones Ltd. |           |
| 30 décembre  | The Monkees                       | Pisces, Aquarius, Capricorn and Jones Ltd. |           |